# Tricoccae
Tricoccae is een beschrijvende plantennaam, voor een orde van tweezaadlobbige planten, de naam betekent "de planten met drie bessen". Het Wettstein-systeem gebruikte deze naam voor een orde met de volgende samenstelling:
- orde Tricoccae
familie Buxaceae
familie Callitrichaceae
familie Euphorbiaceae
familie Daphniphyllaceae
familie Dichapetalaceae

Naar hedendaagse maatstaven is dit geen natuurlijke eenheid.